# Matsuyamachi (metropolitana di Osaka)
Matsuyamachi (松屋町駅?, Matsuyamachi-eki) è una stazione della Metropolitana di Osakasulla linea Nagahori Tsurumi-ryokuchi. La situazione si trova nel quartiere di Chūō-ku a Osaka, in una zona in cui si trovano diversi negozi che vendono all'ingrosso (specialmente manufatti, giocattoli e fuochi d'artificio).